# 쉬사오스

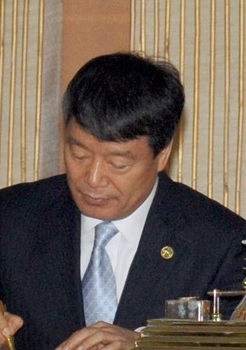

쉬사오스(서소사, 徐绍史, 1951년 10월 - )은 중화인민공화국의 정치인이다. 현재 중화인민공화국 국가발전개혁위원회 주임이다. 지질학회 학회장이다. 중화인민공화국 국토자원부 부장과 당조직서기, 국가토지총감찰 등을 역임했다. 경제학 석사이다.

## 생애
저장성 닝보시 출신으로 1969년 4월에 만18세의 나이로 중공 중앙위의 요청에 의해 이른바 "지식청년"에 참여하기 위해 지린성 왕칭현에 일을 하기 위해 갔다. 1974년 12월 중국 공산당에 입당하였고 1977년 장춘지질학원(현재의 지린대학)에 입학했다. 1980년 졸업 후 지질광산부에 근무를 했고 원자바오 총리 직속 지도부에서 지광부판공청 주임을 역임했다. 1991년부터 1993까지 광둥성 지광국 부국장 겸 선전시 지질국장을 지냈다. 1993년 국무원 총리 판공청 비서1국 부국장을 거쳐 국장에 임명되었고 2000년 국무원 부비서장과 국무원 당조성원이 되었다.
2007년 국토자원부 부장 겸 국가토지총감찰을 역임했다. 2013년 국가발전개혁위원회 주임이 되었다. 2016년 일대일로 건설 촉진을 위한 영도소조 판공실 주임을 지냈고 2017년 국가발전개혁위원회 주임으로 재임명되었다. 2018년 전국인민대표대회 재정경제위원회 주임으로 선출되었다.